# Maryfield (Shetland)

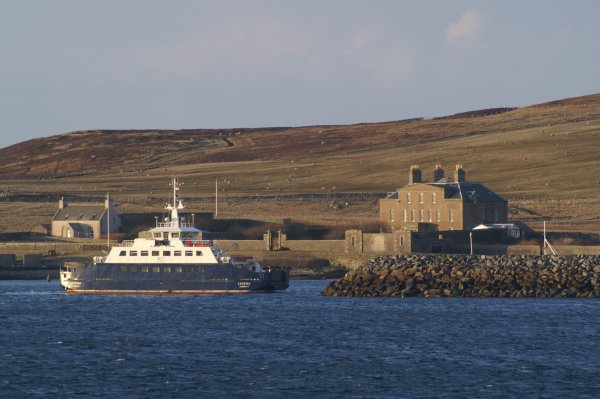
Am Fährhafen von Maryfield

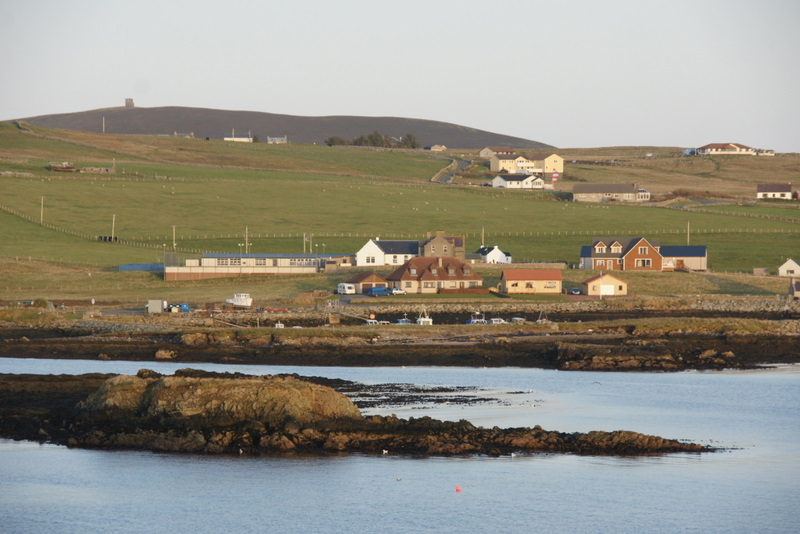
Die Schule von Bressay in Maryfield

Maryfield ist eine Ortschaft, die im Südosten der zu Schottland zählenden Shetlands liegt.

## Geographie
Maryfield ist eine Siedlung, die am westlichen Ufer der Insel Bressay an der Meerenge Bressay Sound liegt. Ihr gegenüber, im Südosten, befindet sich die kleine Bucht Voe of Leiraness. Maryfield ist der Endpunkt einer Fähre, die Bressay mit Lerwick auf Mainland verbindet, außerdem gibt es eine Versammlungshalle sowie eine Schule. Ortschaften in der Nähe sind Cruester im Nordwesten und Mail im Südosten.

## Historisches
Im Rahmen der historischen Gliederung Schottlands in Civil Parishes zählt Maryfield zu Bressay. Als Listed Building in unterschiedlichen Kategorien sind der Schiffsanleger des Ortes und Maryfield House eingestuft worden.